# Mike Carey
Michael James Carey, detto Mike, noto anche con lo pseudonimo di M. R. Carey (Liverpool, 1959), è uno scrittore britannico di fumetti, romanzi e film.
È noto soprattutto per aver scritto il romanzo La ragazza che sapeva troppo, nonché per il suo successivo adattamento cinematografico. Molto attivo come scrittore di fumetti ha lavorato sia per editori indipendenti sia per la Marvel Comics e DC Comics. Per la prima si è cimentato su vari personaggi tra cui un lungo ciclo di storie per gli X-Men mentre per la DC è noto soprattutto per le sue opere per l'imprint Vertigo. Tra queste sono state acclamate da critica e lettori le storie sulle serie regolari Hellblazer e Lucifer (spin-off di Sandman) oltre alle serie originali Faker e The Unwritten.
Come scrittore di romanzi ha ottenuto popolarità e successo commerciale con la serie Felix Castor, composta (finora) da 5 libri.

## Fumetti

### Vertigo
- The Sandman Presents: Lucifer nn.1-3, Mike Carey (testi) - Scott Hampton (disegni), miniserie spin-off di Sandman, marzo-maggio 1999.
- The Sandman Presents: Petrefax nn.1-3, Mike Carey (testi) - Steve Laialoha (disegni), miniserie (conclusa), marzo-giugno 2000.
- Lucifer nn.1-75, Mike Carey (testi) e AA.VV. (disegni), serie regolare (conclusa con il n.75), sequel di The Sandman Presents: Lucifer, giugno 2000 - agosto 2006.
- Crossing Midnight nn.1-19, Mike Carey (testi) - J.H.Williams III (disegni), serie regolare (conclusa con il n.19), gennaio 2007 - luglio 2008.
- Faker nn.1-6, Mike Carey (testi) - Jock (disegni), miniserie (conclusa), settembre 2007 - febbraio 2008.
- The Unwritten nn.1-54, Mike Carey (testi) - Peter Gross (disegni), serie regolare (conclusa con il n.54), luglio 2009 - dicembre 2013.
- The Unwritten: Apocalypse nn.1-12, Mike Carey (testi) - Peter Gross (disegni), serie regolare (conclusa), sequel di The Unwritten, marzo 2014 - marzo 2015.

### Boom!Studios
- Suicide Risk nn.1-25, Mike Carey (testi) - Elena Casagrande, Jorge Cohelo e Filipe Andrade (disegni), serie regolare (conclusa con il n.25), aprile 2013 - maggio 2015.
- The Highest House nn.1-6, Mike Carey (testi) - Peter Gross (disegni) - Yuko Shimizu (artista per la cover), miniserie di 6 albi (conclusa), febbraio-luglio 2018.

### IDW Publishing
- Darkness Visible nn.1-6, Mike Carey e Arvid Ethan David (testi) - Brendan Cahill (disegni), miniserie di 6 albi (conclusa), febbraio-luglio 2017.